# سینمای آفریقای جنوبی
سینمای آفریقای جنوبی (انگلیسی: cinema of South Africa) به صنعت سینما در این کشور اشاره دارد. اولین استودیوی فیلمسازی در سال ۱۹۱۵ در ژوهانسبورگ
تأسیس گردید؛ و تا سال ۱۹۱۸ چندین استودیوی دیگر در دوربان و شهرهای دیگر نیز به بهره‌برداری رسید. بسیاری از از این استودیوها عمدتاً در زمینه تولید فیلم خبری و مستند فعالیت می‌کردند.

## پیشینه
در حدود سال‌های ۱۹۴۸ تا ۱۹۵۰ اولین فیلم‌های محصول آفریقای جنوبی ساخته شدند. فیلم‌هایی که زبان اصلی آنها آفریکانس بود. ساری ماریاس در حقیقت اولین فیلمی است که در سال ۱۹۴۹ به زبان آفریقایی و با عوامل بومی در این کشور تولید و اکران گردید.
از سویی دیگر طبیعت بکر قاره آفریقا و زیستگاه‌های حیات وحش آن، همیشه منبعی برای ساخت و سازهای مستند بوده‌است. اگر فیلم‌های سینمایی توسط خود سینماگران این کشور آنچنان تولید نمی‌شد اما از حدود سال ۱۹۱۵ تاکنون آثار مستند شاخصی در زمینه این زیستگاه‌ها و منابع طبیعی و حیوانات این منطقه ساخته شده‌است.

## تأثیر آپارتاید بر فرهنگ و سینمای آفریقای جنوبی
به مانند دیگر امور فرهنگی و هنری و اجتماعی، فیلم و سینما در آفریقای جنوبی عملاً به واسطه وجود آپارتاید تا سال ۱۹۹۰ و حتی چند سال پس از آن، با چالش‌های فراوان روبرو بود. آپارتاید که نوعی تبعیض شدید بین سفید پوستان اقلیت و سیاه پوستان اکثریت در کشور آفریقای جنوبی بود زمینه هیچ حرکت فرهنگی خاصی را برای هنرمندان این کشور مهیا نمی‌کرد. روابط خارجی محدود این کشور تا قبل از سال ۱۹۹۰ باعث شده بود تا آفریقای جنوبی عمدتاً منزوی باشد. با این‌همه کشورهایی مانند انگلستان و آمریکا خاک آفریقای جنوبی را با ساخت چند فیلم سینمایی در دهه ۵۰ انتخاب کردند و این مسیر برای تولید آثار مشترک بهبود یافت.

## سال‌های اخیر
از ۱۹۹۰ به بعد طبیعت ناب این کشور آفریقایی کم‌کم برای فیلمسازان و شرکت‌های فیلمسازی حائز اهمیت گردید و طی ۱۵ سال اخیر به‌طور فزاینده‌ای تولید مشترک با کشورهای دیگر انجام گرفته‌است. در دهه ۷۰ تا ۸۰ تعدادی فیلم به صورت تولید مشترک توسط آفریقای جنوبی و آمریکایی‌ها و کانادایی‌ها ساخته شدند که برخی از آنها مانند خدایان دیوانه محصول ۱۹۸۰ به موفقیت هم رسیدند.
از سال ۲۰۰۰ اما فیلم‌های شاخصی در این کشور ساخته شدند. فیلم تحسین شده ساتسی ساخته گوین هودد محصول ۲۰۰۵ توانست به جایزه اسکار بهترین فیلم خارجی زبان دست پیدا کند. همچنین در سال ۲۰۰۹ فیلم منطقه ۹ساخته نیل بلومکمپ و با تهیه‌کنندگی پیترجکسون در بین نامزدهای هشتاد و دومین دوره مراسم جوایز اسکار قرار گرفت.
سینمای آفریقای جنوبی ستاره‌هایی نیز به دنیای سینما معرفی کرده‌است که شارلیز ترون بازیگر برنده اسکار شناخته شده‌ترین آن هااست.

## فیلم‌هایی که تمام یا بخشی از آن‌ها در آفریقای جنوبی فیلمبرداری شدند
- معادن شاه سلیمان (۱۹۳۷)
- بنال وطن (۱۹۵۱)
- ماجراجویان (۱۹۵۱)
- زولو (۱۹۶۴)
- الماس‌ها ابدی‌اند (۱۹۷۱)
- وینستون جوان (۱۹۷۲)
- طلا (۱۹۷۴)
- توطئه ویلبی (۱۹۷۵)
- من و اسب آبی (۱۹۷۷)
- پاگنده به آفریقا می‌رود (۱۹۷۸)

- آزادی را فریاد کن (۱۹۸۷)
- گاندی (۱۹۸۲)
- معادن شاه سلیمان (۱۹۸۵)
- یک دنیا فاصله (۱۹۸۸)
- من کی هستم؟ (۱۹۹۸)
- فصل سفید خشک (۱۹۸۹)
- قدرت فرد (۱۹۹۲)
- دوستان (۱۹۹۳)
- بنال وطن (۱۹۹۵)
- کمپانی (۲۰۰۲)
- دیروز (۲۰۰۴)
- استرداد (فیلم ۲۰۰۷)
- الماس خونین (۲۰۰۴)
- در کشور من (۲۰۰۴)
- دوما (۲۰۰۵)
- ساتسی (۲۰۰۵)
- جهان غیرقابل مشاهده (۲۰۰۷)
- بدرود بافانا (۲۰۰۷)

- پوست (۲۰۰۸)
- مسابقه مرگ ۳: دوزخ (۲۰۰۸)
- شکست‌ناپذیر (۲۰۰۹)
- منطقه ۹ (۲۰۰۹)
- شاهزاده (۲۰۱۰)
- باشگاه بنگ بنگ (۲۰۱۰)
- تصادف آبی ۲ (۲۰۱۱)
- زیبایی (۲۰۱۱)

الماس‌ها ابدی‌اند ۱۹۷۱

گاندی ۱۹۸۲

شکست ناپذیر ۲۰۰۹

- ماندلا: راه طولانی به آزادی (۲۰۱۳)
- شتاب (۲۰۱۳)
- وسیله نقلیه ۱۹ (۲۰۱۳)
- شامپاین (۲۰۱۴)
- انتقام‌جویان: عصر اولتران (۲۰۱۵)
- چپی (۲۰۱۵)
- سینگ بله می‌گوید (۲۰۱۵)
- گریمسبای (۲۰۱۶)
- محمد رسول‌الله (۲۰۱۶)
- هانی ۳ (۲۰۱۶)

## جشنواره‌های سینمایی
جشنواره بین‌المللی فیلم دوربان (Durban International Film Festival) یا (DIFF) یک جشنواره فیلم است که هرساله در شهر دوربان آفریقای جنوبی برگزار می‌شود. این جشنواره، قدیمی‌ترین و بزرگترین فستیوال فیلم در منطقهٔ جنوب آفریقا است. این جشنواره در زمان برگزاری‌اش، کارگاه‌های فیلمسازی، سمینارهایی دربارهٔ صنعت سینما و بحث و تبادل نظر پیرامون فیلم و سینما برگزار می‌کند.
جایزه فیلم و تلویزیون آفریقای جنوبی (انگلیسی: South African Film and Television Awards) یا به اختصار سافتا (SAFTAs) که گاهی با عنوانِ شاخ زرین (Golden Horns) هم شناخته می‌شود، نام جایزه‌ای است که همه‌ساله در کشور آفریقای جنوبی، توسط «بنیاد ملی فیلم و ویدئو» به برترین‌های صنعت سینما و تلویزیون در این کشور اهدا می‌شود. تندیس این جایزهٔ سینمایی که در سال ۲۰۰۶ میلادی بنیان نهاده شد، «شاخ زرین» نام دارد که به همراه آن، یک دیپلم افتخار هم اعطا می‌شود و محل برگزاری آن ناحیه‌ای از کلان‌شهرِ ژوهانسبورگ است.

## آمار و ارقام
در حال حاضر در آفریقای جنوبی تقریباً ۹۰۰ سالن سینما وجود دارد و ظرفیت سالیانه تولید فیلم حدود ۲۲ اثر سینمایی اعلام گردیده‌است. این درحالی است که جمعیت سینماروی این کشور ۲۴ میلیون نفر در سال است.